# Marlboro megye
Marlboro megye az Amerikai Egyesült Államokban, azon belül Dél-Karolina államban található. Megyeszékhelye és legnagyobb városa Bennettsville. Lakosainak száma 26 667 fő (2020. április 1.). Marlboro megye Richmond, Scotland, Robeson, Anson, Chesterfield, Darlington, Florence és Dillon megyékkel határos.

## Népesség
A megye népességének változása:
| Lakosok száma | 28 905 | 28 470 | 28 141 | 28 003 | 27 494 | 26 667 |
|               | 2010   | 2011   | 2012   | 2013   | 2015   | 2020   |